# Nacionalismo

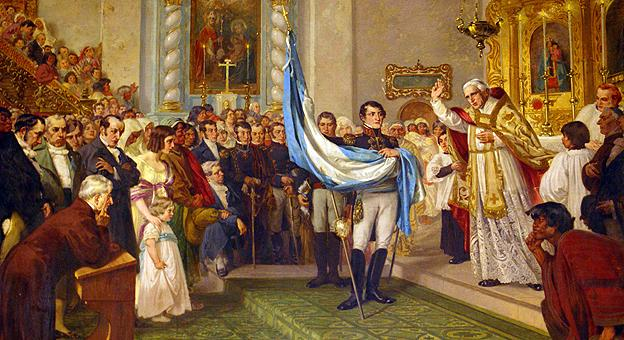
Manuel Belgrano, uno de los líderes de la independencia de las naciones americanas del Imperio español, creador de la bandera nacional argentina.

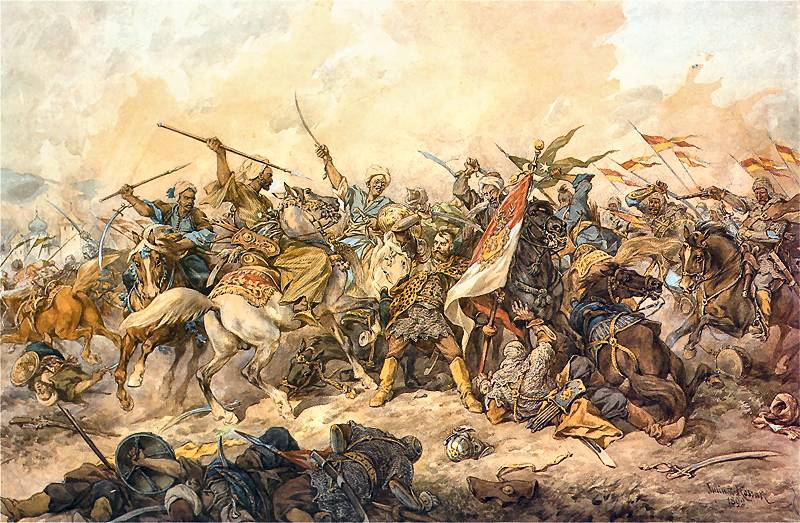
Pintura polaca de 1892 exaltando la defensa de la bandera durante la histórica batalla de Chocim.

El nacionalismo es una ideología y movimiento sociopolítico que surgió junto con el concepto moderno de nación, propio de la Edad Contemporánea, en las circunstancias históricas de la llamada Era de las Revoluciones (Revolución industrial, Revolución burguesa, Revolución liberal) y los movimientos de independencia de las colonias europeas en América, desde finales del siglo XVIII. También puede designar al sentimiento nacionalista y a la época del nacionalismo.
Según Ernest Gellner, «el nacionalismo es un principio político que sostiene que debe haber congruencia entre la unidad nacional y la política» o dicho con otras palabras «el nacionalismo es una teoría de legitimidad política que prescribe que los límites étnicos no deben contraponerse a los políticos». Por su parte Liah Greenfeld define el término «nacionalismo» en un sentido general como el «conjunto de ideas y de sentimientos que conforman el marco conceptual de la identidad nacional», esta última considerada como la «identidad fundamental» en el mundo moderno frente a otras identidades en cuanto que «se considera definidora de la esencia misma del individuo». Para Ricardo Rojas el nacionalismo es la «conciencia... del yo colectivo» de una nación».
En la obra colectiva de Historia, Geografía y Ciencias Sociales del Ministerio de Educación de Chile, se define el nacionalismo como una "ideología que consiste en la afirmación de una identidad cultural ligada generalmente a un territorio, una lengua y una tradición histórica real o inventada, la cual, en la mayor parte de los casos termina por exacerbar la superioridad de un pueblo o nación por sobre otros."
En el análisis del nacionalismo se han configurado dos paradigmas contrapuestos y excluyentes, cada uno de los cuales implica una determinada concepción de la naturaleza y el origen de la nación y una definición de la misma: el modernista o constructivista, que define la nación como una comunidad humana que detenta la soberanía sobre un determinado territorio por lo que antes de la aparición de los nacionalismos en la Edad Contemporánea no habrían existido las naciones —la nación sería una «invención» de los nacionalismos—; y el perennialista o primordialista que define la nación sin tener en cuenta la cuestión de la soberanía y que defiende, por tanto, que las naciones existieron antes que los nacionalismos, hundiendo sus raíces en tiempos remotos —así sería la nación la que crea el nacionalismo y no a la inversa—.
Autores como Rosa de Diego o Rafael Cuevas Molina distinguen dentro del nacionalismo dos grandes corrientes ideológicas: la primera de ellas buscaría fortalecer la autodeterminación nacional ante potencias coloniales, imperialistas o neocoloniales, corriente que ha sido caracterizada como «nacionalismo liberador», o «nacionalismo antimperialista» mientras la segunda buscaría impulsar la supremacía de una nación sobre otras, denominada por Memmi como «nacionalismo del colonialista», y caracterizada por Rosa de Diego como «nacionalismo excluyente y dominador».Otros pensadores entienden que no hay ninguna diferencia ni contradicción entre estas dos vertientes, sino que son distintas manifestaciones del mismo impulso que se encuentra en la base de todo nacionalismo: el que lleva reafirmar los valores y contenidos culturales propios e imponerlos sobre los demás. Este impulso se presentará, según los casos, como "independentista" o "imperialista" según circunstancias externas como las que resulten del equilibrio de fuerza geopolítico, pero no porque responda a distintas premisas ideológicas. Así, en palabras de Fernando Savater: "el mito de la Nación es agresivo en su esencia misma y no tiene otro sentido verdadero que la movilización bélica. Si no hubiera enemigos, no habría patrias; queda por ver si habría enemigos en el caso de no haber patrias… La nación se afirma y se instituye frente a las otras: su identidad propia brota de la rebelión contra o de la conquista del vecino. Buena prueba de ello es el mecanismo paranoico de autoafirmación patriótica, que lleva a inventar una Antipatria como límite y definición de cada patria. La primera y fundamental antipatria es el extranjero, el bárbaro hostil; por extensión, cualquiera que en el interior de la comunidad disiente de la identidad establecida y objeta con su conducta o sus ideas contra el retrato-robot del perfecto individuo nacional".

## Interpretaciones sobre el nacionalismo
El nacionalismo se basa en la creencia de que todo ser humano, por el hecho de nacer en un determinado territorio o en una determinada etnia, posee una "identidad nacional" basada en características compartidas como la cultura, el idioma, las características étnicas, la religión, los objetivos políticos o la creencia en un ancestro común, y propugna el desarrollo y mantenimiento de este conjunto de características que, a ojos del nacionalista, constituyen la "cultura nacional". Isaiah Berlin ha identificado los tres puntos en los que se sustenta la creencia nacionalista:
1. Creencia en que los seres humanos pertenecen a un grupo particular, distinto de otros. Al mismo tiempo ese grupo modela a los individuos que lo integran en función de determinados factores comunes (territorio, leyes, lenguaje, instituciones, modos de vida...).
2. Defensa de la metáfora organicista, por la que el modo de vida de la sociedad es similar a un organismo biológico. Esta visión implica además que los valores que contribuyen al desarrollo de la sociedad son considerados más importantes que otros con los que puedan entrar en conflicto.
3. La justificación de los valores no se relaciona con ninguna entidad externa, ni con una pretensión de verdad. Los valores de mi sociedad adquieren su dignidad por el hecho de ser los nuestros. No se trata de que sean considerados valores por ser buenos en sí, sino que son válidos porque son los de mi sociedad.[19]

El segundo de los elementos planteados, el mito organicista, resulta contrapuesto a las teorías contractualistas sobre el origen del Estado y tiende, en definitiva a "naturalizar" el Estado Nacional, que pasaría a ser anterior y superior a cualquier voluntad individual. Como lo expresa Savater: "Dos dogmas míticos subyacen a todo nacionalismo: primero, que tal cosa como la «realidad nacional» existe antes de la voluntad de descubrirla y potenciarla; segundo, que el derecho de autodeterminación política equivale en la práctica —y así de hecho se agota— a la posibilidad de fundar un Estado nacional independiente."
Así, el nacionalismo propone la pertenencia a una determinada nación como el único referente identitario válido dentro de una comunidad política; y de esto se derivan dos principios básicos con respecto a la relación entre la nación y el Estado:
- El principio de la soberanía nacional: que mantendría que la nación es la única base legítima para el Estado.
- El principio de nacionalidad: que mantendría que cada nación debe formar su propio Estado, y que las fronteras del Estado deberían coincidir con las de la nación.

El término nacionalismo se aplica tanto a las doctrinas políticas como a los movimientos nacionalistas: las acciones colectivas de movimientos sociales y políticos tendientes a lograr las reclamaciones nacionalistas. La historiografía también usa el término nacionalismo para referirse a la época del nacionalismo: el periodo histórico de formación de las naciones y el surgimiento de la ideología y movimientos nacionalistas, lo que ocurrió en torno al siglo XIX, coincidiendo con las revoluciones liberales o revoluciones burguesas. En el siglo XX se produce una renovación del nacionalismo, en el periodo de entreguerras vinculado al fascismo, y tras la Segunda Guerra Mundial vinculado al proceso de descolonización y al tercermundismo, cuando surgen numerosos grupos denominados Movimiento de Liberación Nacional.
El nacionalismo podría entenderse como un concepto de identidad experimentado colectivamente por miembros de un gobierno, una nación, una sociedad o un territorio en particular. Los nacionalistas se esfuerzan en crear o sustentar una nación basada en varias nociones de legitimación política. Muchas ideologías nacionalistas derivan su desarrollo de la teoría romántica de la "identidad cultural", mientras que otros se basan en el argumento liberal de que la legitimidad política deriva del consenso de la población de una región.
Los primeros precedentes del nacionalismo comienzan a aparecer en el siglo XVIII, pues hasta ese momento, la idea de nación, tal y como se concibe en la actualidad, no se había formulado. Hasta ese momento, las identidades colectivas basadas en la religión o en ser súbditos de un mismo rey, prevalecían sobre las étnicas. En la Revolución francesa se utilizará el término nación como sinónimo de ciudadano, es decir, la nación ya no está personificada en la figura del monarca, pues la nobleza es un cuerpo ajeno a la nación: la nación es el tercer Estado.
Ciertos teóricos, como Benedict Anderson, han afirmado que las condiciones necesarias para el nacionalismo incluyen el desarrollo de la prensa y el capitalismo. Anderson también afirma que los conceptos de nación y nacionalismo son fenómenos construidos dentro de la sociedad, llamándolos comunidades imaginadas. Ernest Gellner añade al concepto: "el nacionalismo no es el despertar de las naciones hacia su conciencia propia: inventa naciones donde no las hay".
Por otro lado, hay historiadores como el español Pelai Pagès que advierten del carácter polisémico del concepto de nacionalismo y de la dificultad de hallar una definición válida capaz de abarcar la diversidad de movimientos y de ideologías nacionalistas. Por ejemplo, señala Pagès, «históricamente han existido nacionalismos xenófobos y opresores y nacionalismos liberadores». Sin embargo, Pagés reconoce que hay autores que afirman que existe una base común en todos los nacionalismos, lo que nos permitiría alcanzar una definición del nacionalismo. Es el caso de Hans Kohn para quien todo nacionalismo «afirma que el Estado-nación es la única forma legítima ideal de organización política y que la nacionalidad es la fuente de toda energía de creación cultural y de bienestar económico».

### Nacionalismo y patriotismo
En los años 1830 empieza a usarse en castellano el término «nacionalismo», entendido como sinónimo de «patriotismo», un término este último ampliamente difundido desde hacía tiempo. Por ejemplo, Mariano José de Larra utilizó los dos términos como sinónimos en 1835: «Lo que se llama en general la sociedad es un [sic] amalgama de mil sociedades colocadas en escalón, que solo se rozan en sus fronteras respectivas unas con otras, y las cuales no reúne en un todo compacto en cada país sino el vínculo de una lengua común, y de lo que se llama entre los hombres patriotismo o nacionalismo». Pero el uso del término «nacionalismo» fue muy reducido durante el siglo XIX, no solo en castellano sino en otras lenguas occidentales como el francés y el inglés (en el catálogo de la Biblioteca Nacional de España no existe ninguna obra publicada antes de 1900 que contenga la palabra «nacionalismo» en su título, mientras que en francés (nationalisme) solo existen 9, según el catálogo de la Bibliothèque Nationale de París, y 14 en inglés (nationalism), según el catálogo de la Library of Congress de Washington). En el siglo XX el término se generalizó (entre 1900 y 2000 en castellano hay catalogadas 385 obras que contienen la palabra «nacionalismo» en su título, 286 en francés y 2485 en inglés) para adoptar un significado diferente y en gran medida contrario al concepto de «nación» del liberalismo (la nación de ciudadanos), característico del siglo XIX. Juan Francisco Fuentes señala que en el siglo XX el término «patriotismo» «tendrá casi siempre un valor positivo, excepto para algunos nostálgicos del Antiguo Régimen y para el movimiento obrero ―y no siempre―», mientras que «nacionalismo» tendrá un valor más bien peyorativo, lo que explicaría que muchos nacionalistas no se definieran como tales. Fue el caso del líder de Falange Española José Antonio Primo de Rivera cuando afirmó: «Nosotros no somos nacionalistas, porque el nacionalismo es el individualismo de los pueblos… Somos españoles».
A lo largo del siglo XX varios autores han diferenciado entre nacionalismo y patriotismo dando al primer término un valor negativo y un valor positivo al segundo. Esta fue la posición, por ejemplo, del escritor británico George Orwell que escribió en 1945, nada más acabada la Segunda Guerra Mundial: el «nacionalismo no debe ser confundido con el patriotismo. Entiendo por patriotismo la devoción por un lugar determinado y por una particular forma de vida... que no se quiere imponer...; contrariamente, el nacionalismo es inseparable de la ambición de poder». Unos años antes, en 1928, el historiador español Rafael Altamira, tras afirmar que su obra había tenido desde hacía años «un marcado sentido patriótico» («quiero decir que he estudiado y expuesto con gran frecuencia temas referentes a las vindicaciones de nuestra historia y nuestros valores actuales, al problema espiritual de nuestra unidad y al de la educación necesaria para formar ciudadanos españoles»), decía que ser patriota no quería decir ser nacionalista, «ni en lo agresivo de esta política, por lo que se refiere a las relaciones internacionales, ni en su inclinación retrógrada en punto a la identidad y tipo de vida de una nación determinada».
Sin embargo, el historiador español Xosé M. Núñez Seixas los considera prácticamente sinónimos «si definimos nacionalismo como la ideología y el movimiento sociopolítico que defiende y asume que un colectivo territorial definido es una nación, y por tanto depositario de derechos políticos colectivos que lo convierten en sujeto de soberanía, independientemente de los criterios (cívicos, étnicos o una mezcla de ambos) que definan quiénes son los miembros de pleno derecho de ese colectivo». Según Núñez Seixas, la consideración peyorativa del nacionalismo que lleva a diferenciarlo del patriotismo y que provoca que muchos nacionalistas rehúyan considerarse como tales procede de la identificación del nacionalismo «con exaltación de la concepción orgánico-historicista, etnicista y esencialista de la comunidad política frente al concepto cívico de la nación de ciudadanos».
En 1984, el filósofo español Fernando Savater estudió la evolución histórica de ambos conceptos y, por ende, de la relación entre ambos: "La palabra «nación» se refería en principio a la pertenencia al mismo linaje, designaba los nacidos de un mismo tronco. Se hablaba así de la nación de los turcos, de los hebreos, de los gitanos, de los negros…, sin que, por supuesto, el término se refiriese para nada a un modo de organización política. Incluso podía aplicarse fuera del ámbito de lo humano, y no faltan referencias convenientemente antiguas a una «nación de pescados» o «una nación de conejos». En ciertos casos, podía servir para nombrar a una simple multiplicidad de individuos, unidos accidentalmente por un destino común, como cuando se decía que, en determinado naufragio, pereció «una nación de gente». La localización territorial, que parece ausente en el origen del término «nación», está, sin embargo, inmediatamente presente en el de «patria», que designa el preciso lugar del que alguien es nativo. Sin embargo, la evolución que sufre «patria», de lo geográfico y afectivo a lo institucional y político, puede fácilmente comprobarse comparando las definiciones que dan del término tres diccionarios prestigiosos de diferentes épocas. El de Cobarruvias, en 1610, dice sencillamente: «Patria: la tierra donde uno ha nacido». En 1734, el Diccionario de Autoridades establece: «Es el Lugar, Ciudad o País en que se ha nacido». Y María Moliner, en 1971 y de modo más trabajoso, afirma: «Con relación a los naturales de una nación, esta nación con todas las relaciones afectivas que implica». De la tierra, en cuanto figura poco más que geográfica, pasamos a planteamientos más nítidamente políticos, como la «ciudad» o el «país», y de ahí a ver a la patria identificada con la vivencia de la nación, entendida esta última obviamente como Nación-Estado. El concepto se va haciendo cada vez más abstracto, más convencional y más subjetivo. En cuanto al término «patriota», su evolución es aún más reveladora. Cobarruvias no lo recoge y señala simplemente: «Compatriota: el que es del mismo lugar». El Diccionario de Autoridades repite esta definición y en «patriota» resuelve: «Lo mismo que compatriota, que es como se dice». Pero, si nos dirigimos a la obra de María Moliner, no encontraremos semejante laconismo. En «patriota» podemos leer: «Se aplica al que ama a su patria. Particularmente, al que ha hecho algún sacrificio por ella». Y, más abajo, encontraremos «patriotero» y «patrioterismo», con los rasgos de exageración y superficialidad en la exteriorización del amor a la patria. De nuevo, pues, vamos del significado puramente objetivo, que constata un hecho —haber nacido en el mismo lugar—, a la dimensión pasional del «amor» a la patria, e incluso se llega hasta reclamar un determinado comportamiento penitencial que refrende tal afecto. No cabe duda de que estos términos, al menos desde el siglo XVII a nuestros días, han sufrido un gradual proceso de sobrecarga política y «calentamiento» intencional".

## Evolución del nacionalismo
Según Anthony D. Smith, «en sus inicios, el nacionalismo era una fuerza inclusivista y liberadora. Acabó con regionalismos locales basados en el dialecto, la costumbre o el clan y contribuyó a crear Estados-nación poderosos y extensos, con mercados centralizados y sistemas de administración, impositivos y educativos. Apelaba a lo popular y democrático. Atacaba las prácticas feudales y a las tiranías imperialistas opresivas y proclamaba la soberanía del pueblo y el derecho de todos los pueblos a determinar sus propios destinos, en Estados propios, siempre que fuera esto lo que desearan».
En Asia, a finales del siglo XIX las ideas nacionalistas habían comenzado a expandirse. En la India, el nacionalismo incentivó el fin del dominio británico. En China, el nacionalismo justificó al Estado chino, que se encontraba enemistado con la idea de un imperio universal. En Japón, el nacionalismo fue combinado con el excepcionalismo japonés.
La I Guerra Mundial marcó la destrucción definitiva de varios Estados multinacionales (el Imperio otomano, el Imperio austrohúngaro y, en cierta medida, el ruso). El tratado de Versalles fue establecido como un intento por reconocer el principio de nacionalidad, ya que gran parte de Europa fue dividida en naciones-Estado en un intento por mantener la paz. Pero en este periodo de entreguerras se abatió «la sombra ominosa de esos tipos de nacionalismo que se fundamentaban en criterios raciales (el cráneo, la sangre, los genes), la violencia y el culto a la brutalidad: la cuna del fascismo. En las convulsiones que siguieron, primero en Europa y luego en todo el mundo, la línea roja rampante del nacionalismo se fusionó con las fuerzas más oscuras del racismo, el fascismo y el antisemitismo...».
El siglo XX estuvo marcado por la lenta adopción del nacionalismo por todo el mundo con la destrucción de los imperios coloniales europeos, la Unión Soviética y varios otros Estados multinacionales menores. Simultáneamente, particularmente en la segunda mitad del siglo, fuertes tendencias antinacionalistas han tenido lugar, siendo en general destacables las manejadas por élites. La actual Unión Europea está actualmente transfiriendo poder del nivel nacional a entidades locales y continentales. Acuerdos de comercio, tales como NAFTA y GATT, y la creciente internacionalización productiva debilitan también la soberanía del Estado-nación.

## Características
- Identidad cultural:La identidad nacional es uno de los pilares fundamentales del nacionalismo. Se refiere al sentido de pertenencia y conexión emocional que los individuos tienen hacia su nación. Aquí hay algunos aspectos adicionales sobre la identidad nacional: La identidad nacional se basa en la cultura compartida por los miembros de una nación. Esto incluye elementos como el idioma, la historia, las tradiciones, la literatura, la música, la gastronomía y las creencias culturales. Estos factores culturales a menudo se consideran símbolos de la identidad nacional y ayudan a distinguir a una nación de otras. Mitos fundacionales: Las naciones a menudo tienen mitos fundacionales que narran su historia y origen. Estos mitos pueden incluir eventos históricos, figuras heroicas o relatos simbólicos que ayudan a forjar una identidad común. Los mitos fundacionales contribuyen a crear una narrativa colectiva y un sentido de continuidad histórica dentro de la nación. Valores compartidos: La identidad nacional también se construye en torno a valores y principios compartidos. Estos valores pueden incluir la libertad, la justicia, la igualdad, la solidaridad, el respeto a los derechos humanos o cualquier otro conjunto de creencias que sean consideradas fundamentales para la cohesión de la nación. Los valores compartidos actúan como puntos de referencia para los ciudadanos y ayudan a mantener la cohesión social. Imaginario colectivo: La identidad nacional se refuerza a través de un imaginario colectivo, que comprende las representaciones mentales y simbólicas que las personas tienen sobre su nación. Esto puede incluir símbolos patrios como banderas, himnos, monumentos, emblemas nacionales y otros elementos que evocan un sentido de unidad y orgullo nacional. Sentimiento de pertenencia: La identidad nacional genera un fuerte sentimiento de pertenencia entre los ciudadanos de una nación. Los individuos se identifican como miembros de la comunidad nacional y sienten una conexión emocional y una lealtad hacia su país. Este sentimiento de pertenencia puede manifestarse en diferentes formas, como el apoyo a los equipos deportivos nacionales, la participación cívica o el deseo de proteger y promover los intereses de la nación.[31]
- Soberanía y autodeterminación, el nacionalismo puede implicar un deseo de que una nación tenga autonomía y capacidad de autogobierno, sin interferencias externas. Los nacionalistas pueden buscar la independencia política y la preservación de la soberanía frente a influencias extranjeras. Generando un sentido de autodeterminación y libertad. Los nacionalistas creen que una nación tiene el derecho de gobernarse a sí misma y de tomar decisiones sobre su futuro sin interferencias externas. El sentido de autodeterminación se vincula con la idea de que la nación debe tener el poder de definir su propio destino.
- Solidaridad y cohesión social, El nacionalismo puede tener un impacto en la cohesión social, pero es importante tener en cuenta que este impacto puede ser tanto positivo como negativo, dependiendo de cómo se exprese y se practique el nacionalismo en un determinado contexto. A continuación, se presentan algunas consideraciones al respecto:
  1. Sentido de pertenencia y solidaridad: El nacionalismo, cuando se basa en principios de inclusión y promueve una identidad compartida y un sentido de pertenencia, puede fomentar la cohesión social. Al fortalecer la conexión emocional entre los ciudadanos de una nación, puede crear un sentido de solidaridad y fraternidad, lo cual puede contribuir a la cohesión social al promover la colaboración y la preocupación por el bienestar común.
  2. Valores y normas compartidos: El nacionalismo a menudo se asocia con la promoción de valores y normas compartidos dentro de una nación. Estos valores y normas pueden actuar como un marco común de referencia que facilita la cooperación y la coexistencia pacífica entre los ciudadanos. Si estos valores incluyen principios de justicia, igualdad, respeto a los derechos humanos y pluralismo, el nacionalismo puede contribuir a una mayor cohesión social al establecer una base de convivencia mutua.
  3. Construcción de una identidad colectiva: El nacionalismo puede ayudar a construir una identidad colectiva que permita a las personas compartir un sentido de propósito y pertenencia en una comunidad más amplia. Esta identidad compartida puede proporcionar un marco de referencia para la convivencia pacífica y la cooperación en diversos aspectos de la vida social, como la política, la economía y la cultura. Sin embargo, también es importante tener en cuenta que el nacionalismo puede tener implicaciones negativas en la cohesión social si se vuelve excluyente, intolerante o fomenta la discriminación. Algunas formas extremas de nacionalismo pueden llevar a la marginalización o la exclusión de aquellos que no encajan en la definición estrecha de la identidad nacional, lo cual puede generar tensiones y conflictos sociales. Además, el nacionalismo puede chocar con otros elementos de identidad personal, como la identidad étnica, religiosa o cultural, lo cual puede dar lugar a divisiones y fragmentación social si no se gestionan de manera adecuada y respetuosa.
- Respaldo político y defensa de los intereses nacionales, el nacionalismo a menudo implica el respaldo político y la promoción de políticas que buscan proteger y promover los intereses nacionales en ámbitos como la economía, la política exterior y la seguridad nacional. Esto puede incluir la defensa de la industria nacional, la promoción del comercio justo, la protección de los recursos naturales y la seguridad de la nación, entre otros aspectos.
- Sentimiento de superioridad, exaltación de la cultura nacional: La exaltación de la cultura nacional es otra característica importante asociada al nacionalismo. Se refiere a la promoción y valoración de la cultura propia de una nación como un elemento central de la identidad nacional. A continuación, te proporcionaré más detalles sobre esta característica y algunos ejemplos de cómo se manifiesta:
  1. Preservación y promoción cultural: El nacionalismo tiende a enfatizar la preservación y promoción de la cultura nacional como un medio para fortalecer la identidad nacional. Esto implica proteger y revitalizar el idioma, las tradiciones, las expresiones artísticas, la música, la danza, el teatro, la literatura y otras manifestaciones culturales propias de la nación.
  2. Instituciones culturales: Los estados nacionales a menudo establecen instituciones culturales, como academias de la lengua, museos, bibliotecas y centros de investigación, para preservar y difundir la cultura nacional. Estas instituciones desempeñan un papel clave en la documentación, estudio y promoción de la herencia cultural de la nación.
  3. Celebraciones y festividades: Las celebraciones y festividades nacionales son una forma común de exaltar la cultura nacional. Estos eventos suelen involucrar actividades culturales, exhibiciones artísticas, desfiles, música y danzas tradicionales, y ofrecen a los ciudadanos la oportunidad de expresar su orgullo y celebrar su identidad cultural.
  4. Educación y currículo nacional: El sistema educativo puede jugar un papel importante en la exaltación de la cultura nacional. Los programas educativos pueden incluir la enseñanza de la historia nacional, la literatura y los valores culturales en el currículo, con el objetivo de inculcar una conciencia y aprecio por la cultura nacional en las generaciones más jóvenes.
  5. Símbolos nacionales: Los símbolos nacionales, como la bandera, el himno nacional y los emblemas, son utilizados para representar y exaltar la cultura nacional. Estos símbolos suelen ser considerados sagrados y evocan un sentido de unidad y patriotismo entre los ciudadanos.
  6. Protección del patrimonio cultural: El nacionalismo también puede llevar a una mayor protección y preservación del patrimonio cultural y arquitectónico de una nación. Esto implica la conservación de monumentos históricos, sitios arqueológicos, tradiciones arquitectónicas y artísticas, como una forma de salvaguardar la identidad cultural y transmitirla a las generaciones futuras. Ejemplos de exaltación de la cultura nacional podrían incluir la promoción del flamenco y las tradiciones españolas en España, la preservación y promoción del arte tradicional y las danzas folklóricas en México, la protección de los templos y estatuas antiguas en Tailandia, la promoción de la música y el baile tradicional irlandés en Irlanda, o la conservación de las artes y la literatura clásica en Grecia. Es importante tener en cuenta que la exaltación de la cultura nacional puede variar en su intensidad y enfoque en diferentes contextos nacionales, y que puede haber una línea borrosa entre la promoción cultural legítima y formas más extremas de exclusión cultural.[32]

## Formas de nacionalismo

### Nacionalismo centrípeto (o integrador)
Es el que pretende la unificación nacional de las poblaciones con características comunes que habitan en distintos Estados, donde pueden ser minorías nacionales y por tanto en esos Estados constituyen nacionalismos centrífugos (es el caso del nacionalismo kurdo), o bien ser Estados nacionalmente homogéneos pero separados (es el caso de las unificaciones de Italia y Alemania en el siglo XIX, aunque en ambos casos el solapamiento con el Imperio austrohúngaro complica la definición). En América Latina, se da el caso del nacionalismo iberoamericano, propuesto por personajes históricos como Simón Bolívar, Francisco de Miranda, José de San Martín, José Miguel Carrera, Joaquín Edwards Bello, Manuel Baldomero Ugarte y Jorge Abelardo Ramos, que históricamente se opone a la desintegración de la Patria Grande y aboga por su reunificación, entre otros puntos.

### Nacionalismo centrífugo (o desintegrador)
Es el que pretende la secesión de una parte del territorio de un Estado habitado por una población con características diferenciadas del grupo étnico considerado mayoritario. Al grupo diferenciado, se le puede definir como minoría nacional. Estos casos se dan en Estados que se caracterizan por ser considerados "multinacionales".

#### Nacionalismo de tercera generación
Son nacionalismos centrífugos, de igual forma que los nacionalismos de segunda generación, que surgen a finales del siglo XX y principios del siglo XXI y que se encuentran subordinados a otro Estado. Son comunidades con reivindicaciones nacionalistas, o bien regiones, naciones históricas o naciones en sí (según las zonas, su historia o los diferentes puntos de vista) que siguen sin estar constituidas en un Estado y continúan reivindicándolo. En Chile, esta expresión centrífuga se expresa en la creación de un Estado para la "Nación mapuche" apoyado por diversos sectores minoritarios.

### Nacionalismo económico
Se concentra sobre los mecanismos de dependencia económica o neocolonialismo. Sostiene la necesidad de que sectores y empresas básicas de la economía permanezcan en manos de capitales nacionales, muchas veces estatales, cuando el sector privado no está en condiciones.
Los orígenes del nacionalismo económico pueden encontrarse en la creación de empresas estatales para explotar productos estratégicos como la creación de YPF para el petróleo en Argentina en 1922 y luego en las políticas de nacionalizaciones implementadas por gran cantidad de países entre los que se destacan: la nacionalización del petróleo en México en 1938, la nacionalización del petróleo en Irán en 1951, la nacionalización del Canal de Suez en 1956 y la nacionalización del cobre en Chile en 1971.
El nacionalismo económico está también íntimamente relacionado con la Teoría de la Dependencia elaborada por la escuela desarrollista latinoamericana que sostiene que el sistema económico mundial ha establecido una división internacional del trabajo que atribuye a los países centrales la producción industrial, de alto valor agregado, y a los países periféricos la producción de materias primas, de bajo valor agregado. El desarrollismo sostiene que existe una tendencia general al deterioro de los términos de intercambio en perjuicio de la producción agrícola-primaria, y que los países periféricos necesitan impulsar agresivas políticas industriales para romper el círculo vicioso del subdesarrollo.
La política de privatizaciones sugerida por el Consenso de Washington a partir de la década de 1990 tuvo como objetivo principal, y lo logró en gran parte, revertir las medidas nacionalistas tomadas por la mayor parte de los países periféricos durante la mayor parte del siglo XX.
A partir de los últimos años de la década de 1990 parece haber un importante resurgimiento del nacionalismo económico en varias partes del mundo, en un entorno global, relacionado con acuerdos de integración regional. Una de sus manifestaciones más importantes ha sido la nacionalización de los hidrocarburos en Bolivia en 2006, bajo el gobierno de Evo Morales y los acuerdos de infraestructura y desarrollo subregional tomados en el marco del Mercosur y la Comunidad Sudamericana de Naciones.
Muchas de estas experiencias nacionalistas están estrechamente relacionadas con las reivindicaciones sindicales y otras organizaciones sociales, adoptando la forma de un nacionalismo popular expresado en movimientos políticos con amplio apoyo de la población.

### Nacionalismo cívico (o liberal)
El nacionalismo liberal, también conocido como nacionalismo civil, es un tipo de nacionalismo identificado por los filósofos políticos que creen que puede existir una forma no xenofóbica de nacionalismo, compatible con los valores liberales de la libertad, la tolerancia, la igualdad y los derechos individuales. A menudo se considera a Ernest Renan y John Stuart Mill como nacionalistas liberales tempranos.
Es una forma del nacionalismo en el cual el Estado deriva la legitimidad política de la participación activa de su ciudadanía (véase soberanía popular), del grado a que representa la "voluntad general". A menudo se considera que originó con Jean-Jacques Rousseau y especialmente las teorías de contratos sociales que toman su nombre de su libro de 1762 Du Contrat Social (El contrato social). Es una noción "voluntarista" que también es compartida por los enfoques de Giuseppe Mazzini, considerando que la nación surge de la voluntad de los individuos.
Se encuentra el nacionalismo liberal en las tradiciones del racionalismo y el liberalismo, pero como una forma de nacionalismo es contrastado con el nacionalismo étnico. Se considera voluntaria la afiliación con la nación civil, como en la definición clásica de Ernest Renan de la nación como un "plebiscito diario" caracterizado por la "voluntad de convivir". Los ideales civil-nacionales influenciaron el desarrollo de la democracia representativa en países como los Estados Unidos y Francia.
La visión liberal de la identidad nacional, especialmente en el siglo XIX y con el desarrollo de los Estados nacionales, veía al Estado o la institucionalidad como el máximo referente de la nacionalidad (a veces teniendo ambos conceptos como sinónimos), derivando en un nacionalismo jurídico o constitucional, según los enfoques de Dolf Sternberger y Jürgen Habermas, dando lugar a una noción que entronca directamente con la tradición política del republicanismo y, como este, requiere de una concepción participativa de la ciudadanía, volcada en la promoción del bien común. Por eso, la ciudadanía que hace suyo el patriotismo constitucional no se remite en primera instancia a una historia o a un origen étnico común, sino que se define por la adhesión a unos valores comunes de carácter democrático plasmado en la Constitución, es decir, bajo un orden jurídico expresado en el Estado de Derecho.

### Nacionalismo étnico (o cultural)

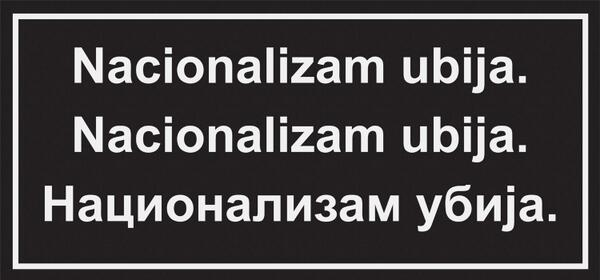
«El nacionalismo mata» en bosnio, serbio y croata es un lema reconocible UDIK contra el nacionalismo en Bosnia y Herzegovina, Croacia y Serbia.

Define la nación en términos de etnicidad, lo cual siempre incluye algunos elementos descendientes de las generaciones previas. También incluye ideas de una conexión cultural entre los miembros de la nación y sus antepasados, y frecuentemente un lenguaje común. La nacionalidad es hereditaria. El Estado deriva la legitimidad política de su estatus como hogar del grupo étnico, y de su función de protección del grupo nacional y la facilitación de una vida social y cultural para el grupo. Las ideas sobre etnicidad son muy antiguas, pero el nacionalismo étnico moderno está fuertemente influido por Johann Gottfried von Herder, quien promovió el concepto de Volk, y Johann Gottlieb Fichte.
El fascismo es generalmente clasificado como nacionalismo étnico, habiendo sido su caso más extremo el nacional socialismo de la Alemania Nazi. No obstante, la mayor parte de los movimientos y regímenes fascistas de la Europa de entreguerras, entre los que puede contarse el nacionalcatolicismo del franquismo español, responden más al modelo de fascismo clerical definido por Hugh Trevor-Roper.
El nacionalismo étnico tuvo un reverdercer en el siglo XXI a partir de la idea de El Gran Reemplazo. Nacida en Francia a través del escritor Renaud Camus, esta teoría conspirativa sostiene que los franceses blancos católicos y la población blanca cristiana europea en general está siendo sistemáticamente reemplazada con pueblos no europeos, específicamente árabes, bereberes, levantinos, norteafricanos y subsaharianos, a través de la inmigración masiva, el crecimiento demográfico y una caída en la tasa de natalidad europea. Asocia la presencia de musulmanes en Francia con un potencial peligro y destrucción de la cultura y civilización francesasy culpa a una élite global y liberal, como la Unión Europea, de dirigir un complot o mecanismo para llevar a cabo el reemplazo de los pueblos europeos.
Este concepto de reemplazo se ha replicado a través de la retórica de varios movimientos nacionalistas en Occidente. Entre sus principales promotores no solo están los partidos populistas de derecha, sino también una amplia red de movimientos protestatarios (por ejemplo Pegida), grupúsculos ideológicos (por ejemplo Les Identitaires), blogueros (por ejemplo Lauren Southern) y periodistas (por ejemplo Eric Zemmour). Importantes sitios web de derecha, tales como Gates of Vienna, Politically Incorrect y France de Souche, han ofrecido a los blogueros plataformas para difundir la teoría. A partir de la crisis de los refugiados de 2015, la teoría se popularizó añadiéndose un nuevo elemento: la afirmación de que detrás de la operación del «gran reemplazo» estaría el financiero judío de origen húngaro George Soros. Esta formulación de la teoría fue citada por los principales líderes de la ultraderecha europea como Marine Le Pen, Matteo Salvini o Viktor Orban, Santiago Abascal, así como por los dirigentes de la alt-right estadounidense.En este último país, esta teoría se vincula con la mayor y más antigua teoría del Genocidio Blanco, popularizada en los Estados Unidos por el neonazi David Lane en su "Manifiesto del Genocidio Blanco" de 1995, donde afirmó que los gobiernos de los países occidentales tenían la intención de convertir a los blancos en "especies extinguidas".
En una encuesta realizada por Ifop en diciembre de 2018, el 25% de los franceses suscribió la teoría del Gran Reemplazo; así como el 46% de los encuestados que se definieron a sí mismos como "chalecos amarillos" (manifestantes de los chalecos amarillos). En otra encuesta realizada por Harris Interactive en octubre de 2021, el 61% de los franceses creía que el "Gran Reemplazo" ocurrirá en Francia; El 67% de los encuestados estaba preocupado por ello.
Anthony D. Smith ha señalado que no existe un nexo claro entre el nacionalismo étnico y factores económicos.

#### Nacionalismo romántico
También llamado nacionalismo orgánico y nacionalismo identitario, es la forma de nacionalismo étnico según la cual el Estado deriva su legitimidad política como consecuencia natural (orgánica) y expresión de la nación o la raza. Refleja los ideales del romanticismo y se opone al racionalismo y al cosmopolitismo ilustrado, postulando la existencia de una manera de sentir y concebir la naturaleza, la vida y al hombre mismo (y su existencia) que se presenta de manera distinta y particular en cada país donde se desarrolla (incluso dentro de una misma nación se manifiestan distintas tendencias proyectándose también en todas las artes) sumado a un culto al carácter nacional o Volksgeist o espíritu del pueblo (del cual nace una sensibilidad y un genio creador que lo identifican), resaltando esta expresión en las cualidades étnicas de los pueblos.
El nacionalismo romántico temprano en Europa estuvo fuertemente influenciado por Rousseau y por las ideas de Johann Gottfried von Herder, quien en 1784 argumentó que la geografía formaba la economía natural de un pueblo, y que sus costumbres y su sociedad habrán de desarrollarse siguiendo las líneas favorecidas por su medio ambiente.
El nacionalismo romántico enfatiza una cultura étnica histórica que se conecta con el ideal romántico; el folclore se desarrolla como un concepto nacionalista romántico. Los hermanos Grimm se inspiraron en los escritos de Herder para crear una colección idealizada de historias étnicamente alemanas. El historiador Jules Michelet ejemplifica la concepción nacionalista romántica de la historiografía. En 1815 se hablaba de este nacionalismo, y fue el que se usó para las unificaciones tanto alemana como italiana.
Dentro del romanticismo se reconoce una concepción "orgánica", representada por Herder y Fichte ("Discursos a la nación alemana", 1808) que identifica a la nación con rasgos que se heredan (lengua, cultura, territorio, tradiciones) y que están por encima del deseo individual.

### Nacionalismo de izquierda o popular
El nacionalismo de izquierda (en ciertos contextos también llamado nacionalismo popular por aquellos que no adhieren a encuadrarse en el plano izquierda-derecha, o por contraposición al nacionalismo conservador) describe una forma de nacionalismo que, en lugar de basarse en la familia tradicional y los derechos de ésta, se fundamenta en conceptos filosóficos compartidos con distintos sectores de la izquierda política, como los de justicia social, soberanía popular y autodeterminación nacional (tanto política como económica).
Suele tener un fuerte componente de nacionalismo económico, en vista de lo cual se da mayoritariamente en países económicamente dependientes o subdesarrollados, que buscan desarrollarse mediante la intervención estatal, y poner la economía al servicio de intereses nacionales considerados estratégicos. También suele tener un componente social, ya que entiende que la nación no está separada del pueblo que la habita, y que una nación fuerte y desarrollada sólo puede lograrse mediante la justicia social (siendo partidarios de los Estados de bienestar o social), ya que de otra manera dicha nación se sumiría en el caos y el conflicto permanente producto de la injusticia y el desequilibrio social. También suele vincularse con el corporativismo, pero a diferencia del fascismo, esta doctrina corporativa busca la integración política de los gremios y otras entidades intermedias dentro del Estado (algunos sectores buscan el reemplazo total de la democracia liberal, los partidos políticos y el parlamento, dejando solamente a los gremios), así como también se busca la integración y participación económica de los trabajadores en la gestión, propiedad y beneficios de la empresa nacional (a través de los sindicatos) junto a los empresarios (teniendo al Estado como regulador de las relaciones laborales y de producción), mostrando así su oposición a la lucha de clases (algunos gobiernos se declararon anticomunistas). En ocasiones, el nacionalismo popular suele poner énfasis dentro de sus doctrinas en el laicismo (en algunos casos con el ateísmo) y el ecologismo.
Otras vertientes del nacionalismo de izquierda ponen el acento en la rebeldía de una nación contra otra nación que la oprime (ya sea política, militar o económicamente), y así pueden clasificarse como nacionalistas de izquierda a todos los movimientos de liberación nacional, antiimperialistas o anticoloniales que luchan por la independencia de sus naciones.
Ejemplos notables de movimientos nacionalistas populares han sido el Congreso Nacional Indio que dirigió la lucha por la independencia de la India desde fines del siglo XIX; el Sinn Féin durante la Guerra de Independencia de Irlanda; el maoísmo que dirigió la Revolución Cultural china e inauguró la China moderna; el nasserismo, como principal expresión del nacionalismo y la unidad árabe en el siglo XX; los gobiernos «populistas» latinoamericanos de las décadas de 1940 y 1950, cuyos principales exponentes fueron Getúlio Vargas y João Goulart en Brasil, Jacobo Arbenz en Guatemala, Lázaro Cárdenas en México, y el Movimiento Nacionalista Revolucionario en Bolivia; el Partido Baaz Árabe Socialista, principal impulsor del socialismo árabe, de gran influencia en Siria e Irak; el APRA en Perú, primer gran movimiento político latinoamericano de carácter antiimperialista, fundado en 1924; el grupo FORJA y la corriente de la Izquierda nacional, ambos en Argentina; el nacionalismo palestino bajo la conducción de Yasser Arafat y la Organización para la Liberación de Palestina; los gobiernos militares de Omar Torrijos en Panamá y Velasco Alvarado en Perú, entre las décadas de 1960 y 1970; y la tercera teoría universal, base doctrinaria de la Yamahiriya impulsada en Libia por el coronel nacionalista Muammar al-Gaddafi desde la década de 1970. También el Kuomintang que encabezó la revolución republicana china fue en sus inicios nacionalista e izquierdista, pero luego de la muerte de su líder Sun Yat-Sen el partido quedó en manos de Chiang Kai-Shek y su ideología viró hacia el nacionalismo de derecha alineándose al tercerposicionismo anticomunista y con los EE. UU. al finalizar la Segunda Guerra Mundial y en los inicios de la Guerra Fría.
También puede entenderse como nacionalismo de izquierda a todo régimen de izquierda (por ejemplo, en los gobiernos comunistas), que ponga el acento en el patriotismo y la exaltación de los valores o tradiciones nacionales (tomando en algunos casos una posición más conservadora al respecto, sobre todo frente a fenómenos como la globalización).

### Nacionalismo religioso
Es la forma de nacionalismo según la que el Estado deriva su legitimidad política en consecuencia de una religión común. Sin embargo, buena parte de las formas de nacionalismo étnico son también en gran medida formas de nacionalismo religioso. Por ejemplo, el nacionalismo irlandés es generalmente asociado al catolicismo; el nacionalismo indio se asocia con el hinduismo, etc. El nacionalismo religioso está considerado generalmente como una forma de nacionalismo étnico.
En algunos casos, sin embargo, la componente religiosa es más una etiqueta que la verdadera motivación del nacionalismo de un grupo. Por ejemplo, aunque la mayoría de los líderes nacionalistas irlandeses del último siglo fueron católicos, durante el siglo XIX, y especialmente en el XVIII, muchos líderes nacionalistas fueron protestantes. Los nacionalistas irlandeses no luchan por distinciones teológicas, sino por una ideología que identifica a la isla de Irlanda con una visión particular de la cultura irlandesa, que para muchos nacionalistas incluye al catolicismo, aunque no como elemento predominante. Para muchas naciones que se vieron obligadas a luchar contra las consecuencias del imperialismo de otra nación, el nacionalismo fue asociado a la búsqueda de un ideal de libertad.
El nacionalismo católico es una doctrina y un movimiento político nacionalista y católico fundado en la filosofía tomista, la Doctrina Social de la Iglesia y el catolicismo social.
El islam se opone fuertemente a todo tipo de nacionalismo, tribalismo, racismo u otra clasificación de la gente no basada en las creencias propias. Sin embargo, ciertos grupos islámicos pueden ser considerados racistas y nacionalistas. La creación de Pakistán es un ejemplo de nacionalismo religioso de base islámica en la medida en que tomaba como nación a los musulmanes de la India. Sin embargo, muchos de sus creadores eran laicos y consideraban la pertenencia a una misma tradición religiosa como elemento generador de identidad al margen de la práctica religiosa en sí. Un ejemplo similar es el de los musulmanes de Bosnia, considerados como etnia en la antigua Yugoslavia y que en su mayor parte eran no creyentes o no practicantes.
Algunos autores, además, han señalado que el nacionalismo es más una religión política que una ideología política, un sustituto de la religión.

### Nacionalismo banal

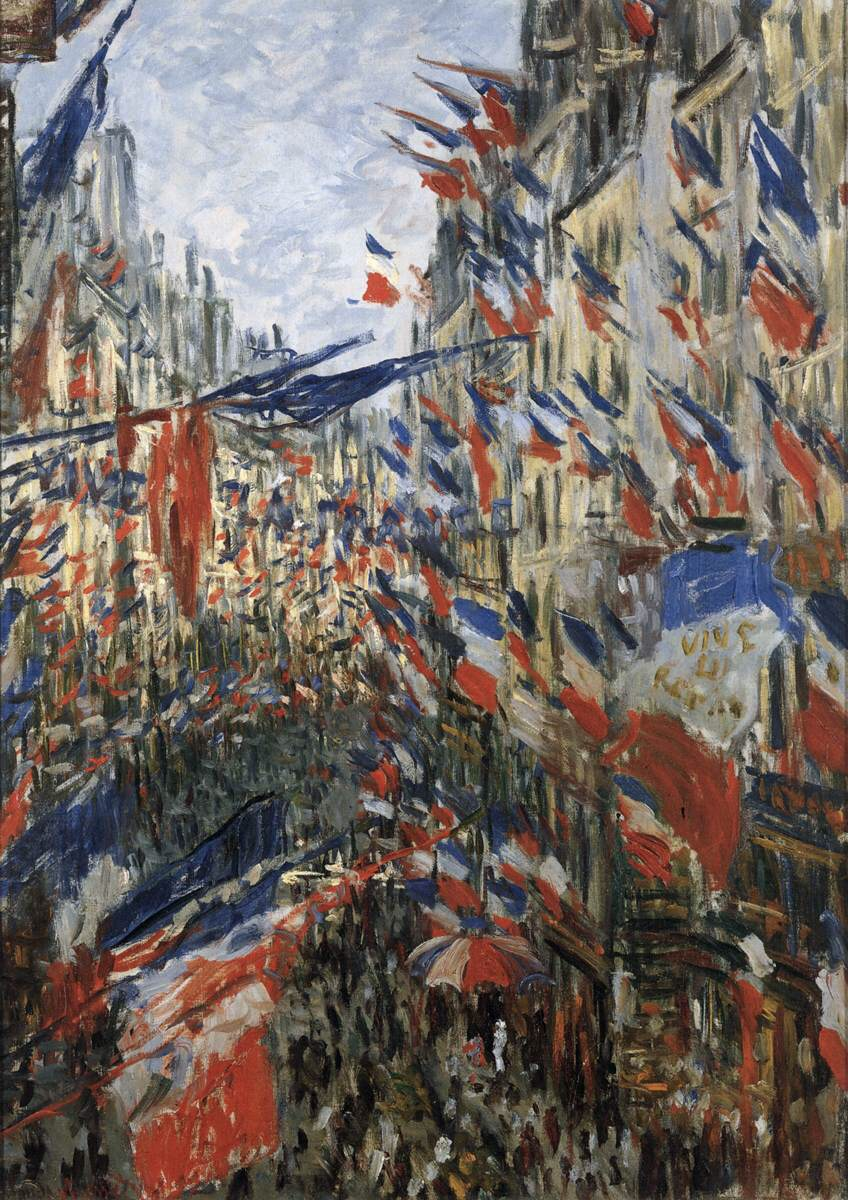
La calle Montorgueil, de Claude Monet. La celebración de las fiestas nacionales es una de las maneras a través de las cuales los Estados fomentan el sentimiento de pertenencia nacional entre sus ciudadanos.

Según Michael Billig, es la forma difusa que tomaría el nacionalismo en las sociedades contemporáneas, convirtiéndose en un mecanismo omnipresente de orientar las percepciones y hacer aparecer como natural la identificación entre una lengua, una cultura y una comunidad política. Ya sea en rituales colectivos como el deporte, o en detalles menores como la utilización de banderas para identificar las lenguas en las que se escriben los ingredientes de una caja de cereales, el nacionalismo banal reproduciría cotidianamente los esquemas mentales del nacionalismo.

## Elementos en común de todas las formas de nacionalismo
Algunos teóricos políticos sostienen que cualquier discriminación de formas de nacionalismo es falsa. Todas las formas de nacionalismo cuentan con una población formando una nación, lo cual significa que todos los miembros de una población creen en algún tipo de cultura común.

### Causas
El nacionalismo ha mantenido su atractivo a través de los siglos, destacando el hecho de que pertenecer a una nación cultural, económica o políticamente fuerte da a la persona una sensación de pertenencia.
Otra posibilidad defiende que las personas son seres sociales; el formar parte de un grupo sociopolítico como la nación, es ventajoso y contribuye a su desarrollo. Se considera que es la expresión de un rasgo general del comportamiento social favorecido evolutivamente, relacionado con el tribalismo.
En ocasiones puede surgir un sentimiento nacionalista cuando los miembros de una comunidad se sienten amenazados o atacados por otra comunidad, Estado o religión. Puede surgir como respuesta a otro nacionalismo o al imperialismo.

## Formas de actuación
Dependiendo del contexto donde tenga lugar el nacionalismo, este puede adoptar diversas formas de actuación que pueden ser pacíficas, violentas o puede llegar a conjugar ambas.

### Pacíficas
Con la progresiva consolidación de Estados más democráticos y el avance de las organizaciones intergubernamentales como la ONU, las reivindicaciones nacionalistas se sustancian mayoritariamente mediante el ejercicio de la actividad política a través de distintos partidos políticos nacionalistas que reclaman con el apoyo electoral de los ciudadanos una mayor autonomía, la independencia o el ejercicio del derecho de autodeterminación de sus territorios.
Otra forma de reivindicación pacífica sería la desobediencia civil o la "No violencia activa" cuyo máximo exponente fue la labor de Mahatma Gandhi en la India.

### Violentas

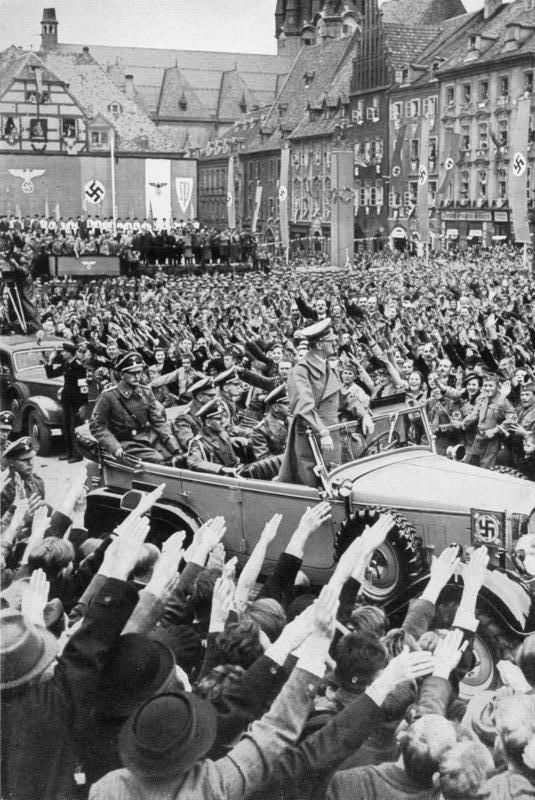
Los alemanes de los Sudetes en Cheb reciben al líder del Partido Nacionalsocialista Obrero Alemán, Adolf Hitler, con un saludo nazi. Hitler consiguió bajo amenazas la incorporación al Tercer Reich de los Sudetes. La población checa fue obligada a abandonar el territorio que formaba parte de Checoslovaquia.

La ocupación del territorio y la imposición de una nacionalidad y culturas determinadas sobre otras personas y pueblos mediante el uso de la fuerza es uno de los medios utilizados por el nacionalismo. En el siglo XX, las dos guerras mundiales son un ejemplo en las que el elemento nacional desempeñó un papel sustancial, aunque la expansión militar y diseminación de una identidad nacional es un elemento recurrente en la historia de los nacionalismos.

## Críticas al nacionalismo
El nacionalismo ha sido objeto de numerosas críticas por parte de estudiosos procedentes de distintas áreas de conocimiento. Se le atribuye a Arthur Schopenhauer la cita "Todo imbécil execrable, que no tiene en el mundo nada de que pueda enorgullecerse, se refugia en este último recurso, de vanagloriarse de la nación a que pertenece por casualidad".
Los críticos del nacionalismo han argumentado que a menudo no está claro qué constituye una nación o si una nación es una unidad legítima de gobierno político. Los nacionalistas sostienen que las fronteras de una nación y un estado deben coincidir entre sí, por lo que el nacionalismo tiende a oponerse al multiculturalismoy favorecer, consciente o inconscientemente al racismo.
El filósofo A. C. Grayling describe las naciones como construcciones artificiales, "sus fronteras trazadas con la sangre de guerras pasadas". Sostiene que "no hay país en la tierra que no albergue más de una cultura diferente pero que generalmente coexiste. El patrimonio cultural no es lo mismo que la identidad nacional".
Sus críticos consideran que el nacionalismo es inherentemente divisivo, ya que sus seguidores pueden aprovechar y resaltar las diferencias percibidas entre las personas, enfatizando la identificación de un individuo con su propia nación. También consideran que la idea es potencialmente opresiva, porque puede sumergir la identidad individual dentro de un todo nacional y dar a las elites o a los líderes políticos oportunidades potenciales para manipular o controlar a las masas.. Muchos estudiosos han señalado la relación entre la construcción del Estado, la guerra y el nacionalismo. John Etherington sostiene que el nacionalismo es inherentemente excluyente y, por tanto, potencialmente violento.
Fernando Savater ha afirmado que  "el nacionalista o el patriota se comporta tan fanfarronamente en lo colectivo como no toleraríamos que nadie hiciera en lo privado: quienes viven vanagloriándose de su mejor cuna, de sus más distinguidas dotes, de las peculiares gracias de su familia o de su superioridad en todos los órdenes sobre el resto de los mortales no suelen ser personas demasiado populares ni se las considera un modelo de buena educación, y, sin embargo, el nacionalista ha hecho de una muy semejante arrogancia de grupo su filosofía, que además suele servirle para justificar empresas sanguinarias". Remata este párrafo con una cita a Rabindranath Tagore: «La idea de nación es uno de los medios soporíferos más eficaces que ha inventado el hombre. Bajo la influencia de sus efluvios, puede un pueblo ejecutar un programa sistemático del egoísmo más craso, sin percatarse en lo más mínimo de su depravación moral; aún peor, se irrita peligrosamente cuando se le llama la atención sobre ello».
A finales del siglo XIX, los marxistas y otros socialistas y comunistas (como Rosa Luxemburgo) produjeron análisis políticos críticos de los movimientos nacionalistas entonces activos en Europa Central y Oriental, aunque una variedad de otros socialistas y comunistas contemporáneos, desde Vladimir Lenin (comunista) y Józef Piłsudski (socialista), simpatizaban más con la autodeterminación nacional.
En la tradición política liberal había principalmente una actitud negativa hacia el nacionalismo como fuerza peligrosa y causa de conflicto y guerra entre Estados-nación. El historiador Lord Acton definió al nacionalismo como "locura" en 1862. Sostuvo que el nacionalismo suprime a las minorías, coloca al país por encima de los principios morales y crea un peligroso apego individual al Estado.
Los Transhumanistas también han expresado su oposición al nacionalismo, hasta el punto de que algunos transhumanistas creen que las identidades nacionales deberían disolverse por completo. El influyente transhumanista FM-2030 se ha negado a identificarse con ninguna nacionalidad, refiriéndose a sí mismo como 'universal'. Además, en The Transhumanist Handbook, Kate Levchuk afirmó que un transhumanista, por definición, "no cree en la nacionalidad"..
Bertrand Russell, una de las trece personalidades de renombre universal – inscritos en el Registro de Ciudadanos del Mundo – que en 1966 publicaron un manifiesto a favor del civismo mundial, conocido como Manifiesto de los Trece. a favor del mundialismo y con la intención de "salvar a la humanidad",  criticó el nacionalismo por disminuir la capacidad crítica del individuo para juzgar la política exterior de su patria. Albert Einstein afirmó que "el nacionalismo es una enfermedad infantil. Es el sarampión de la humanidad". Jiddu Krishnamurti afirmó que "el nacionalismo es simplemente la glorificación del tribalismo".En igual sentido, una de las frases más citadas de Arnold Toynbee reza: «El espíritu de la nacionalidad es la agria fermentación del vino de la Democracia en los viejos odres del Tribalismo».
Francisco J. Contreras piensa que esta ideología es filosóficamente débil y rudimentaria; critica que las entidades políticas soberanas deban corresponderse con los grupos nacionales y cree que el nacionalismo es incapaz de ofrecer una definición rigurosa de la identidad nacional; según este autor las identidades nacionales no vienen dadas por la realidad histórico-social, sino que son construidas por la ideología nacionalista y los Estados.
Alfredo Cruz Prados afirma que «la misma nación es una entidad creada ideológicamente por él, y no algo natural, objetivo y anterior al mismo nacionalismo, como esta ideología afirma». Coincidentemente, Pedro Ibarra sostiene que "La nación no es algo que exista por sí mismo. La nación es una construcción subjetiva. Es un producto del nacionalismo, de la voluntad nacional o nacionalista de decidir y querer ser una nación. El nacionalismo, pues, precede a la nación". Pedro Gómez García en su artículo «La identidad étnica, la manía nacionalista y el multiculturalismo como rebrotes racistas y amenazas contra la humanidad» sostiene que el nacionalismo es una tendencia patológica que nos conduce hacia la balcanización del planeta y obstaculiza la emergencia de una sociedad mundial pluralista e integrada.
El escritor peruano Mario Vargas Llosa (2001) cuestionó asimismo la idea de una "identidad nacional". Este concepto, sostuvo, es "una ficción ideológica" que sirve los intereses del nacionalismo pero tiene poca substancia empírica o histórica. Vargas Llosa recordó a su audiencia en el Banco Interamericano de Desarrollo que las culturas están en continua transición y que ninguna ha sobrevivido sin tomar prestado de otras y cambiar con el correr del tiempo. Más todavía, según Vargas Llosa, las corrientes de pensamiento que atribuyen gran importancia a la identidad nacional inevitablemente amenazan la libertad y la expresión individual. "Imponer una identidad cultural a un pueblo es equivalente a aprisionarlo y negar a todos sus miembros la más valiosa de las libertades: la de elegir qué, quién y cómo uno desea ser".
La idea de una identidad nacional es especialmente cuestionable en América Latina, subrayó. Los pasados intentos de definir esa identidad, como los movimientos hispanistas o indigenistas, notoriamente han dejado de reconocer la verdadera diversidad de las influencias culturales y raciales que dan forma a las sociedades de la región. América Latina está históricamente ligada "a casi todas las regiones y culturas del mundo", afirmó. "Y ese hecho, que nos impide tener una sola identidad cultural … es nuestra mayor fuerza, contrariamente a lo que los nacionalistas creen". En lugar de una presión homogeneizante de políticas culturales nacionalistas impuestas desde arriba, el mundo necesita más libertad para crear y evolucionar, dijo. No es coincidencia, apuntó, que a medida que la nación tradicional ha sido debilitada por la globalización en estos años recientes, hemos presenciado un renacimiento de limitadas y formalmente marginadas lenguas y culturas que están encontrando nuevas avenidas de expresión y perpetuación en un mundo interligado.
Luis Rodríguez Abascal, refiriéndose al nacionalismo culturalista, ha dicho que «no defiende la diversidad cultural, sino que propone un modelo normativo de cultura que homogeneiza prácticas culturales preexistentes. Tiene dificultades para hacer otra cosa porque su punto de partida es siempre un concepto abstracto de cultura, que la concibe como una unidad uniforme u homogénea y la extiende idealmente a lo largo y ancho de un territorio sin atender a cuáles son las prácticas culturales cotidianas subyacentes o sin concederles relevancia moral y política».
El autor y humorista argentino Alejandro Dolina, en uno de sus programas de radio, reflexionó que el nacionalismo es "una superstición morbosa. Eso de creer que algunas banderas son más gloriosas que otras...". No obstante, considera que en países dependientes puede resultar útil para crear conciencia en la población.
Luis Perant Fernández descree de esta supuesta utilidad y lo entiende como "un instrumento político eficaz en cualquier sistema político, sea comunista o fascista, conservador o liberal, capitalista o socialista, democrático o demagogo, y promovido por una oligarquía social, económica o militar para ejercer el poder político". Denuncia que el nacionalismo "apela a los sentimientos de los individuos y borra al ciudadano, tergiversa la historia, dicta la cultura y lengua con su sistema educativo y manipula las emociones con actos multitudinarios para exaltar símbolos excluyentes. El Nacionalismo predica el retorno, o el mantenimiento de una cultura y época históricas concretas, y ningunas otras, para encasillar y aislar al súbdito de cualquier contaminación forastera. Promete el paraíso para los patriotas a cambio de coger las armas contra todo enemigo de la Nación y dar la vida por la Patria. El Nacionalismo olvida que la cultura y la historia avanzan a la par que la Teoría de la Evolución de Darwin, que no hay vuelta atrás, porque todo acontecimiento modifica el presente por acumulación, y no por supresión".
En referencia al nacionalismo el escritor Jorge Luis Borges señaló:

En este sentido, [el nacionalismo] es el canalla principal de todos los males. Divide a la gente, destruye el lado bueno de la naturaleza humana, conduce a desigualdad en la distribución de las riquezas.

Desde el punto de vista de la psicología también se ha advertido que el desarrollo de un fuerte sentimiento nacionalista suele llevar a numerosos sesgos cognitivos:

Enseguida, veremos unos ejemplos de los mismos, comunes en los discursos de todo nacionalista:

   Favoritismo del endogrupo: los que piensan como yo son mejores que los demás.
  Pensamiento polarizado: las cosas son buenas o malas, estás conmigo o contra mí.
  Sesgo de confirmación: se da validez o se recuerda solo lo que encaja con lo que uno cree.

   Realismo ingenuo: suponer que lo que uno cree es cierto y que los demás razonan de forma ingenua.

Estudios psicológicos realizados por la Universidad de New York durante el proceso británico que desembocó en el Brexit, concluyeron que el sentimiento nacionalista se acompaña de pensamientos rígidos, procesando la información de un modo inflexible y categórico, rechazando de plano cualquier referencia o hecho que contradiga las creencias propias.

## Nacionalismo histórico
Eventos históricos en los cuales el nacionalismo desempeñó un papel esencial:
- Independencia de Estados Unidos (1776)
- Revolución francesa (1789)
- Bois Caïman, la primera y más grande insurrección de esclavos de la Revolución Haitiana (1791)
- Independencia de Haití (1804)
- Haití aprueba la primera Constitución en América Latina (1805)
- Guerra de la Independencia Española (1808)
- Guerra de Independencia Hispanoamericana (1809-1824)
- Unificación italiana bajo el dominio de Piamonte y Cerdeña
- Revolución húngara de 1848
- Defensa de Paysandú (1864-1865)
- Guerra franco-prusiana y la unificación alemana bajo el dominio de Prusia
- Guerra del Pacífico (1879-1884)
- Rebelión Maji Maji (1905–1907)
- El nacionalismo finés y la Independencia de Finlandia (1917)
- Primera Guerra Mundial
- Revolución mexicana (1910-1917)
- Fundación del Reino de Hungría (1920-1945) por Miklós Horthy
- La resistencia de Sandino contra la ocupación estadounidense de Nicaragua (1927-1933)
- Guerra civil española
- Segunda Guerra Mundial
- Guerra peruano-ecuatoriana
- Primer arbitraje de Viena (1938)
- Segundo arbitraje de Viena (1940)
- Independencia de la India (1942-1947)
- Gobierno peronista en la Argentina (1946-1955)
- Revolución de 1952 (Bolivia)
- Lucha de liberación nacional boliviana 1952-1964
- Los Diez Años de Primavera en Guatemala (1944-1954)
- Gobierno pérezjimenista en Venezuela (1952-1958)
- El gobierno nasserista en Egipto (1955-1970)
- Revolución húngara de 1956
- Revolución Cubana (1959)
- Guerra de Indochina (1945-1954) y guerra de Vietnam (1958-1973)
- Primavera de Praga (1968)
- Euromaidán
- El Salvador (2019)

## Movimientos nacionalistas

### África
| Movimiento           | Territorio                     | Estado al que pertenece |
| -------------------- | ------------------------------ | ----------------------- |
|                      | Ambazonia (Camerún meridional) | Camerún                 |
| Nacionalismo canario | Islas Canarias                 | España                  |
| MNLA                 | Azawad                         | Malí                    |
| Frente Polisario     | Sahara Occidental              | En disputa              |
| FLA                  | Islas Azores                   | Portugal                |

### América
| Movimiento                  | Territorio           | Estado al que pertenece            |
| --------------------------- | -------------------- | ---------------------------------- |
| Nacionalismo mapuche        | Araucanía            | Argentina / Chile                  |
| Nacionalismo gaucho         | Río Grande del Sur   | Brasil                             |
| Nacionalismo camba          | Santa Cruz           | Bolivia                            |
|                             | Nunavut              | Canadá                             |
| Nacionalismo quebequés      | Quebec               | Canadá                             |
| Nacionalismo antioqueño     | Antioquia            | Colombia                           |
| Nacionalismo Inuit          | Groenlandia          | Dinamarca                          |
| Nacionalismo de Alaska      | Alaska               | Estados Unidos                     |
| Nacionalismo californiano   | California           | Estados Unidos                     |
| Nacionalismo de Cascadia    | Cascadia             | Estados Unidos / Canadá            |
| Nacionalismo de Puerto Rico | Puerto Rico          | Estados Unidos                     |
| Nacionalismo texano         | Texas                | Estados Unidos                     |
|                             | Guadalupe            | Francia                            |
|                             | Guyana Francesa      | Francia                            |
|                             | Martinica            | Francia                            |
| Nacionalismo norteño        | Norte de México      | México                             |
| Nacionalismo yucateco       | Península de Yucatán | México, Guatemala y Belice         |
|                             | Aruba                | Países Bajos                       |
|                             | Curazao              | Países Bajos                       |
|                             | Sint Maarten         | Países Bajos                       |
| Nacionalismo aimara         | Aimara               | Argentina / Bolivia / Chile / Perú |
|                             | Anguila              | Reino Unido                        |
|                             | Bermudas             | Reino Unido                        |
|                             | Islas Caimán         | Reino Unido                        |
|                             | Montserrat           | Reino Unido                        |

### Asia
| Movimiento            | Territorio | Estado al que pertenece            |
| --------------------- | ---------- | ---------------------------------- |
| Nacionalismo tibetano | Tíbet      | China                              |
| Nacionalismo Uigur    | Sinkiang   | China                              |
| Nacionalismo kurdo    | Kurdistán  | Armenia, Irak, Irán, Turquía Siria |

### Europa
| Movimiento              | Territorio           | Estado al que pertenece              |
| ----------------------- | -------------------- | ------------------------------------ |
| Nacionalismo bávaro     | Baviera              | Alemania                             |
| Nacionalismo andaluz    | Andalucía            | España                               |
| Nacionalismo valón      | Valonia              | Bélgica                              |
|                         | Istria               | Croacia / Italia / Eslovenia         |
|                         | Islas Feroe          | Dinamarca                            |
| Nacionalismo flamenco   | Flandes              | Francia / Bélgica / Países Bajos     |
| Nacionalismo aranés     | Valle de Arán        | España                               |
| Nacionalismo asturiano  | Asturias             | España                               |
| Nacionalismo catalán    | Cataluña             | España / Francia / Italia / Andorra  |
| Nacionalismo valenciano | Comunidad Valenciana | España                               |
| Nacionalismo gallego    | Galicia              | España                               |
| Nacionalismo aragonés   | Aragón               | España                               |
| Nacionalismo vasco      | País Vasco           | España / Francia                     |
|                         | Islas Åland          | Finlandia                            |
| Nacionalismo Sami       | Laponia              | Finlandia / Noruega / Suecia / Rusia |
| Nacionalismo alsaciano  | Alsacia              | Francia                              |
| Nacionalismo bretón     | Bretaña              | Francia                              |
| Nacionalismo corso      | Córcega              | Francia                              |
| Nacionalismo occitano   | Occitania            | España / Francia / Italia            |
|                         | Abjasia              | Georgia                              |
|                         | Osetia del Sur       | Georgia                              |
|                         | Ayaria               | Georgia                              |
| Nacionalismo padano     | Padanía              | Italia                               |
| Nacionalismo sardo      | Cerdeña              | Italia                               |
| Nacionalismo siciliano  | Sicilia              | Italia                               |
| Nacionalismo valdostano | Valle de Aosta       | Italia                               |
| Nacionalismo véneto     | Véneto               | Italia                               |
|                         | Gagaucia             | Moldavia                             |
|                         | Transnistria         | Moldavia                             |
| Nacionalismo frisón     | Frisia               | Países Bajos                         |
|                         | Silesia              | Polonia / República Checa            |
|                         | Islas Madeira        | Portugal                             |
| Nacionalismo cornuallés | Cornualles           | Reino Unido                          |
| Nacionalismo escocés    | Escocia              | Reino Unido                          |
| Nacionalismo galés      | Gales                | Reino Unido                          |
| Nacionalismo inglés     | Inglaterra           | Reino Unido                          |
| Nacionalismo del Úlster | Irlanda del Norte    | Reino Unido                          |
|                         | Chechenia            | Rusia                                |
|                         | Osetia del Norte     | Rusia                                |
|                         | Karelia              | Rusia                                |

### Oceanía
| Movimiento               | Territorio      | Estado al que pertenece |
| ------------------------ | --------------- | ----------------------- |
| Nacionalismo en Rapa Nui | Isla de Pascua  | Chile                   |
|                          | Islas Hawái     | Estados Unidos          |
|                          | Nueva Caledonia | Francia                 |
|                          | Tahití          | Francia                 |